# اشرافیت آمریکایی

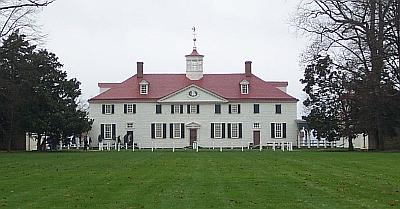
ورنون ماونت، ویرجینیا، مکان کشت و خانه جورج واشینگتن بود.

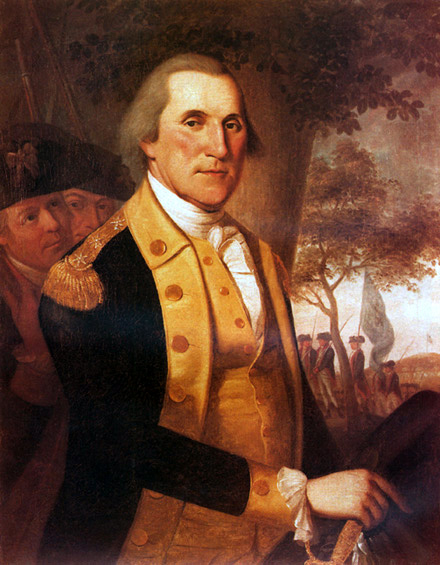
جرج واشینگتن

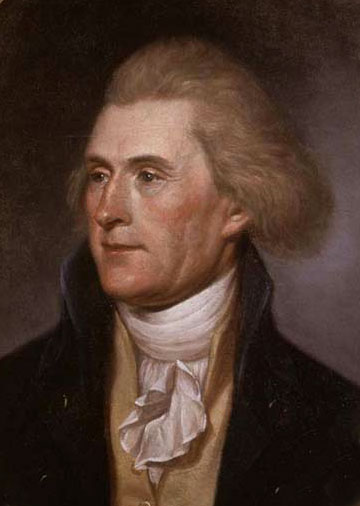
توماس جفرسون

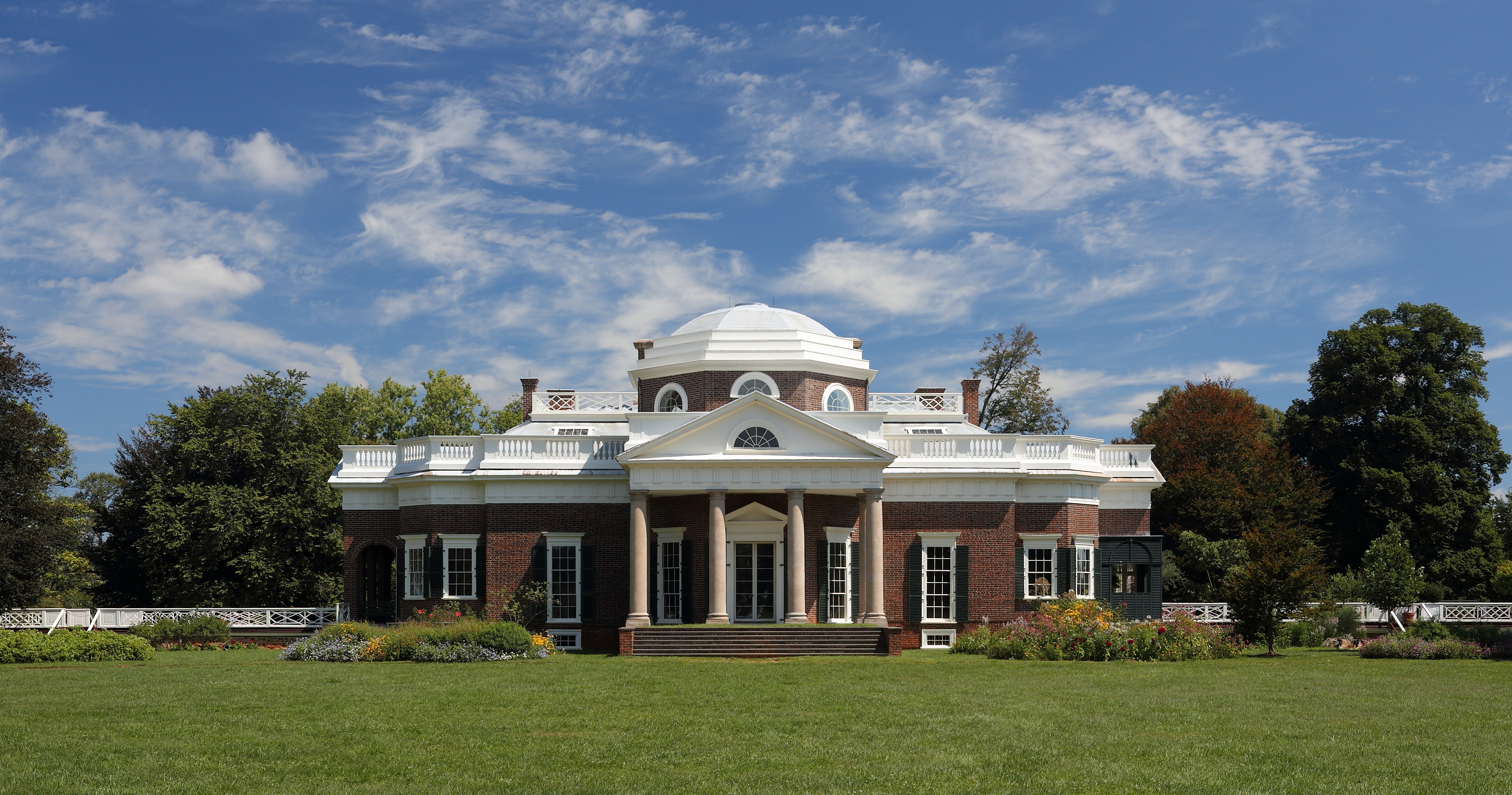
مانتیسلو در ویرجینیا، محل اسکان و کشت جفرسون بود.

اشراف آمریکا، افراد ثروت‌مند، زمین‌داران و از طبقه بالای جامعه آمریکا در جنوب مستعمره بودند. استفاده از اصطلاح اشراف در مستعمرات سیزده‌گانه آمریکا معمول و رایج نبود. مورخین آن را به منظور اشاره به زمین‌داران ثروت‌مند در جنوب این کشور قبل از سال ۱۷۷۶ به‌کار می‌برند. معمولاً بسیاری از زمین‌داران، زمین‌های زراعتی خود را برای کشاورزان مستأجر سفیدپوست اجاره می‌دادند. در قسمت شمال مریلند، جز در مناطق هلندی در دره هادسن نیویورک، املاک‌های روستایی مربوط به مردم موجود بود.
خانواده‌های ویرجینیا (به نخستین خانواده‌های ویرجینیا مراجعه شود) که طبقه اشراف ویرجینیا را شکل دادند، مانند؛ اجداد جنرال رابرت ئی. لی از نخستین ساکنان ویرجینیا بودند. خانواده استراتفورد هال لی از قدیمی‌ترین طبقه اشراف ویرجینیا محسوب می‌شوند. خانواده لی یکی از نخستین خانواده‌های هستند که در اوایل قرن ۱۷ از پادشاهی انگلستان وارد مستعمره ویرجینیا شدند. مؤسس این خانواده ریچارد لی اول بود که یک ارباب (مالک زمین)، «مهاجر» و از شهر شروپ‌شر انگلستان به ویرجینیا عزیمت کرد. مادر رابرت لی در شرلی پلنتیشن، یکی از زیباترین خانه‌های ویرجینیا بزرگ شد. پدر جد (پدر پدر پدربزرگ) مادری او، رابرت «شاه» کارتر اهل کروتون هنگام مرگ‌اش در سال ۱۷۳۲ ثروت‌مندترین مرد مستعمرات بود.
توماس جفرسون، حامی و طرف‌دار ایده زراعت‌گرایی آمریکا، در یادداشت‌های خود پیرامون ویرجینیا (۱۷۸۵) نوشته‌است: «اگر خداوند قوم برگزیدهٔ داشته باشد، پس کسانی‌که در زمین کار می‌کنند انسان‌های برگزیده خدا هستند، قومی که در سینه‌های‌شان تقوای اساسی واقعی را گذاشته‌است». جفرسون که بیشتر دوران طفولیتش را در تکاهوی پلانتیشن (Tuckahoe Plantation) بود از نوادگان ویلیم رادندولف بود؛ راندولف مستعمره‌نشین و زمین‌دار اهل انگلستان می‌باشد که در اواسط قرن هفدهم از این کشور به ایالت ویرجینیا آمد. راندولف در راستای تاریخ و حکومت مستعمره ویرجینیا از سوی انگلستان نقش مهمی ایفا کرد.
جورج واشینگتن یک کشاورز و تجارت‌پیشه بود که علاقه‌مندی زیاد به ابتکارات و نوآوری داشت. او در سال ۱۷۸۳ و سپس در سال ۱۷۹۷ به رضایت خود از اجرای وظیفه در اداره دولتی دست کشید تا مزرعه خود در مونت ورنون را مدیریت نموده و سروسامان دهد. سبک زندگی جورج واشینگتن مانند طبقه فوقانی اجتماعی بود. شکار روباه در تمام کشور تفریح مورد علاقه اشراف به حساب می‌آمد. جورج واشگنتن مانند بیشتری صاحبان مزرعه در ویرجینیا، لوازم و اقلام و سایر اجناس خوب را از انگلستان وارد می‌کرد و پول آن را از طریق صادرات محصول تنباکو پرداخت می‌نمود.
مصارف گزاف و غیرقابل پیش‌بینی بودن بازار تنباکو باعث شد تا منابع مالی بسیاری صاحبان مزرعه در ویرجینیا ناپایدار باشد. توماس جفرسون هنگام مرگ، قرضه‌های سنگین بر دوش داشت وارثان او مجبور شدند مونتیچلوی او را بفروشند تا قرضه‌هایش را بپردازند. در سال ۱۸۰۹، هنری لی سوم (Henry Lee III)، پدر رابرت ای. لی ورشکست شد و یک سال را در زندان بدهکاران در مونتروس، ویرجینیا سپری کرد که رابرت در آن وقت دو ساله بود. ویلیم بایرد سوم در پلانتیشن وستوور (Westover Plantation) که ناامید و ورشکسته شده بود سرانجام در سال ۱۷۷۷ خودکشی کرد.
وود تصریح می‌دارد که «شمار اندکی از اعضای اشراف آمریکا قادر بودند، همانند آریستوکراسی در انگلستان، از طریق اجاره‌های زمین به مستأجرین زندگی کنند». برخی زمین‌داران، مشخصاً در نواحی هلندی بالاایالت نیویورک، زمین‌های خود را به مستأجرین اجاره داند ولی به‌صورت کلی- «مردم دشت قدیمی جنوب» - زمین‌های زراعتی خود را به‌طور عادی کشت می‌کردند.

## خاندان‌های ویرجینیا و مریلند
نخستین خانواده‌های ویرجینیا اساساً از مستعمره‌نشینانی انگلستان هستند که عمدتاً در جریان قرن هفدهم در جیمزتاون و در امتداد رودخانهٔ جیمز و کنار سایر مناطق کشتی‌رانی در مستعمره ویرجینیا ساکن شدند. از آنجاییکه برای چندین نسل، علاقه‌مندی به ازدواج در چارچوب اجتماعی خود آن‌ها وجود داشت، نام خانوادگی بسیاری فرزندان آنان در ناحیه مستعمره رو به افزایش بود.
شماری زیادی مستعمره‌نشینان اصلی که اعضای نخستین خانواده‌های ویرجینیا محسوب می‌شوند، در جریان جنگ داخلی انگلیس و دوره حکومت موقت انگلستان (۱۶۶۰–۱۶۴۲) به مستعمره ویرجینیا مهاجرت کردند. بعد از این‌که الیور کرامویل (Oliver Cromwell) بر اریکه قدرت تکیه زد و پارلمان را از آن خود کرد، سلطنت‌طلبان انگلستان را ترک کردند. چنان‌که بیشتری خانواده‌های با نام و نشان ویرجینیا، چارلز دوم را پس از اعدام چارلز اول در سال ۱۶۴۹ به رسمیت شناختند، سپس چارلز دوم ویرجینیا را «قلمروی قدیم» اعلام کرد؛ لقبِ که تا اکنون پابرجاست. علاقه‌مندی شدیدی ساکنان اولیه اشراف ویرجینیا به تاج پادشاهی، باعث شد تا اصطلاح «کاوالیرز پریشان» اغلباً برای الیگارشی ویرجینیا به‌کار برود. بسیاری کاوالیرانی که در پادشاهی چارلز اول کار می‌کردند، به ویرجینیا فرار کردند. ازین‌رو، نخستین خانواده‌های ویرجینیا آن را «کشور کاوالیر» می‌نامند. پادشاه چارلز دوم برای این افراد زمین وغیره اعطاء کرده بود که سبب شد، در ویرجیینا ساکن شوند و همین بود که در ویرجینیا ماندنی شدند.
بیشتری مهاجران نخستین در ویرجینیا به اصطلاح «پسران دوم» نامیده می‌شدند. چون حق اولویت نخستین فرزند (Primogeniture) حقی است که به وسیله قانون یا رسم به بزرگ‌ترین فرزند خانواده داده می‌شود که طبق آن این فرزند دارایی خانواده و مقام را در انگلستان به ارث می‌برد.
اکثریت دودمان بزرگ ویرجینیا نَسَب خود را به خانواده‌های همچون لی‌ها و فیتژوگ‌ها نسبت می‌دهند؛ خانواده‌های که اصل و نسب خود را به خانواده‌های شهرنشین و میراث‌های بارونی انگلستان متصل می‌دانستند. هرچند برخی‌های شان از اصلیت بسیار متواضع و فروتن بودند؛ مثلاً، خانواده‌های شاکل‌فوردها (Shackelfords) که نام خود را در یک دهکده ویرجینیا گذاشتند، از یک خانواده ساده و فروتن در انگلستان به ویرجینیا فلک مانند رسیدند. برخی دیگرشان همچو گیلیام‌ها (Gilliams) در قرن هفدهم به عنوان خدمت‌کاران قراردادشده به ویرجینیا آمدند و اما در اواخر قرن هجدهم صاحب چندین زمین زراعتی از جمله وستون منور شدند و به اشراف زمین‌دار مبدل گشتند. خانواده‌های چون متیوها (Mathews) که مهاجرین اسکاتلندی-ایرلندی بودند نیز دودمان سیاسی را در ویرجینیای قدیمی تشکل دادند. در همان زمان، سایر خانواده‌های بزرگ آن زمان، نه تنها از اثر جنگ داخلی انگلستان بلکه به‌خاطر قدرت بزرگ بازرگانان لندن که از آن‌ها قرضدار بودند و می‌توانستند بازارها را «با ضربه قلم» دگرگون کند، نابود شدند.
خانواده‌های مستعمره‌نشین مریلند از خانواده‌های مهمی در شهر مریلند بودند. چندین خانواده دیگر نیز علاقه زندگی در مستعمره ویرجینیا داشتند که دو مستعمره آن‌ها به عنوان مستعمرات چیساپیک (Chesapeake Colonies) یاد می‌شوند. بسیاری از ساکنان اولیه از میدلندز غربی انگلستان به آنجا آمدند. این درحالی‌است که بسیاری خانواده‌های مریلند علاوه بر انگلیسی بودن، ترکیبی از ملیت‌های مختلف اروپایی؛ مثلاً، فرانسوی، ایرلندی، ولزی، اسکاتلندی و سویدنی بودند.
خانواده کارول نمونهٔ خانواده برجسته سیاسی مریلند با تبار ایرلندی است که اصالتاً ریشه در پادشاهی باستانی ایل (Éile) که به انگلیسی ایلی (Ely) نوشته می‌شود، دارند و از شاخهٔ خانواده اوکارول به حساب می‌آیند. خانواده دیگری آن، خانواده مسون ویرجینیا است که از قبیلهٔ مسون، جورج مسون اول، اعضای کاوالیر پارلمان انگلستان، متولد شهر وسسترشر، انگلستان می‌باشد. خانواده ریگین مریلندی که در سواحل شرقی ویرجینیا صاحب دارایی بودند، از تبار ایرلند هستند که ریشه در پادشاهی (Kingdom of Munster) مونستر دارند. خانه الیشا ریگین که توسط کریسفیلد، کشتی‌ساز الیشا ریگین ساخته شده‌است، در فهرست اماکن ملی تاریخی ثبت شده‌است.
چارلز اول انگلستان ولایت/استان پالاتن را طبق سیسیلیوس کالورت، بارون بالتیمور دوم اعطا کرد. منشور بنیادی، آریستوکراسی اربابان را در مریلند به‌وجود آورد و این شهر به‌صورت بی‌نظیری مستعمرهٔ برای آریستوکراسی کاتولیک و اشراف زمین‌دار شد ولی در نهایت انگلیکانیزم تا حدودی از طریق نفوذ ویرجینیای هم‌جوار، بر آن تسلط پیدا کرد.

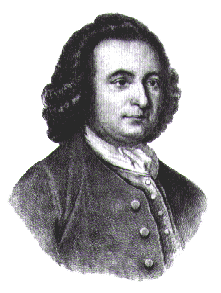
جرج میسون
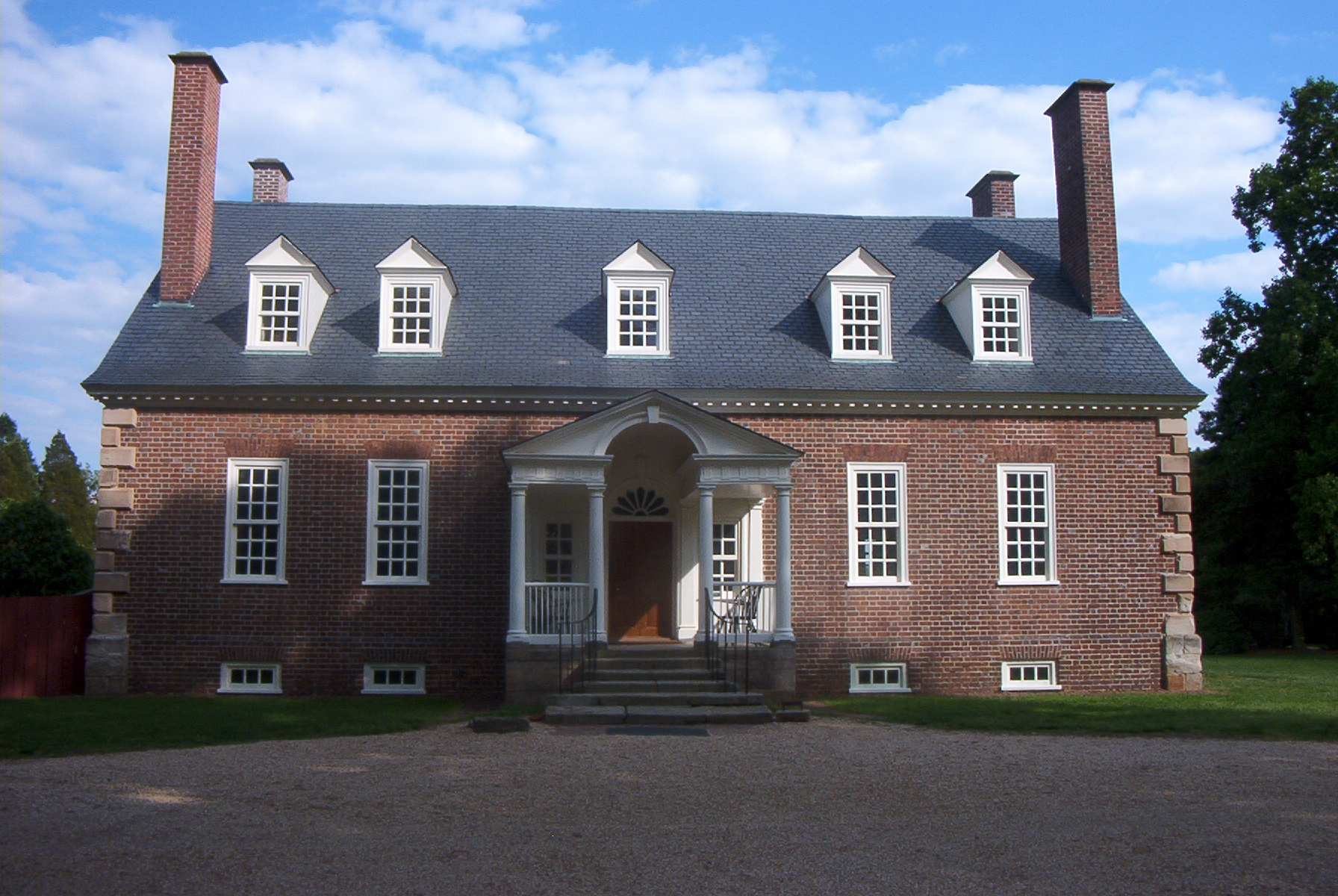
گانستون حال، خانه پدر مؤسس ایالات متحده، جرج میسون بود.
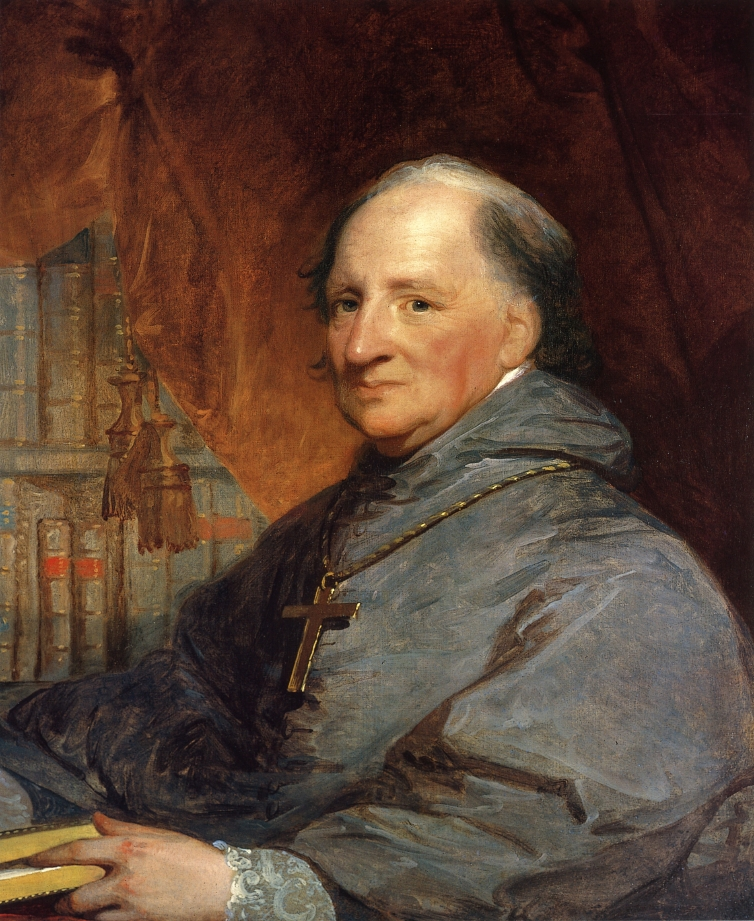
بیشاپ جان کارول
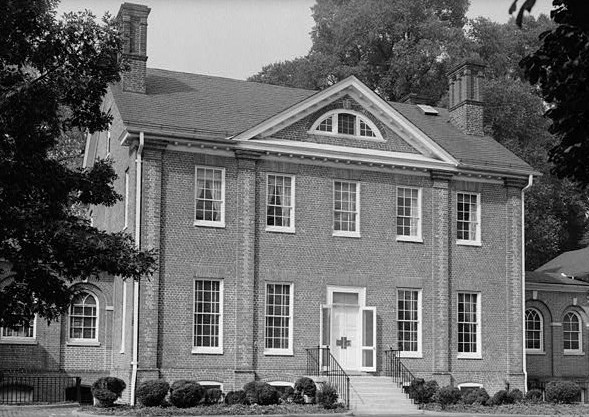
ماونت کلیر، یکی از اقامتگاه‌های خانوادگی کارول
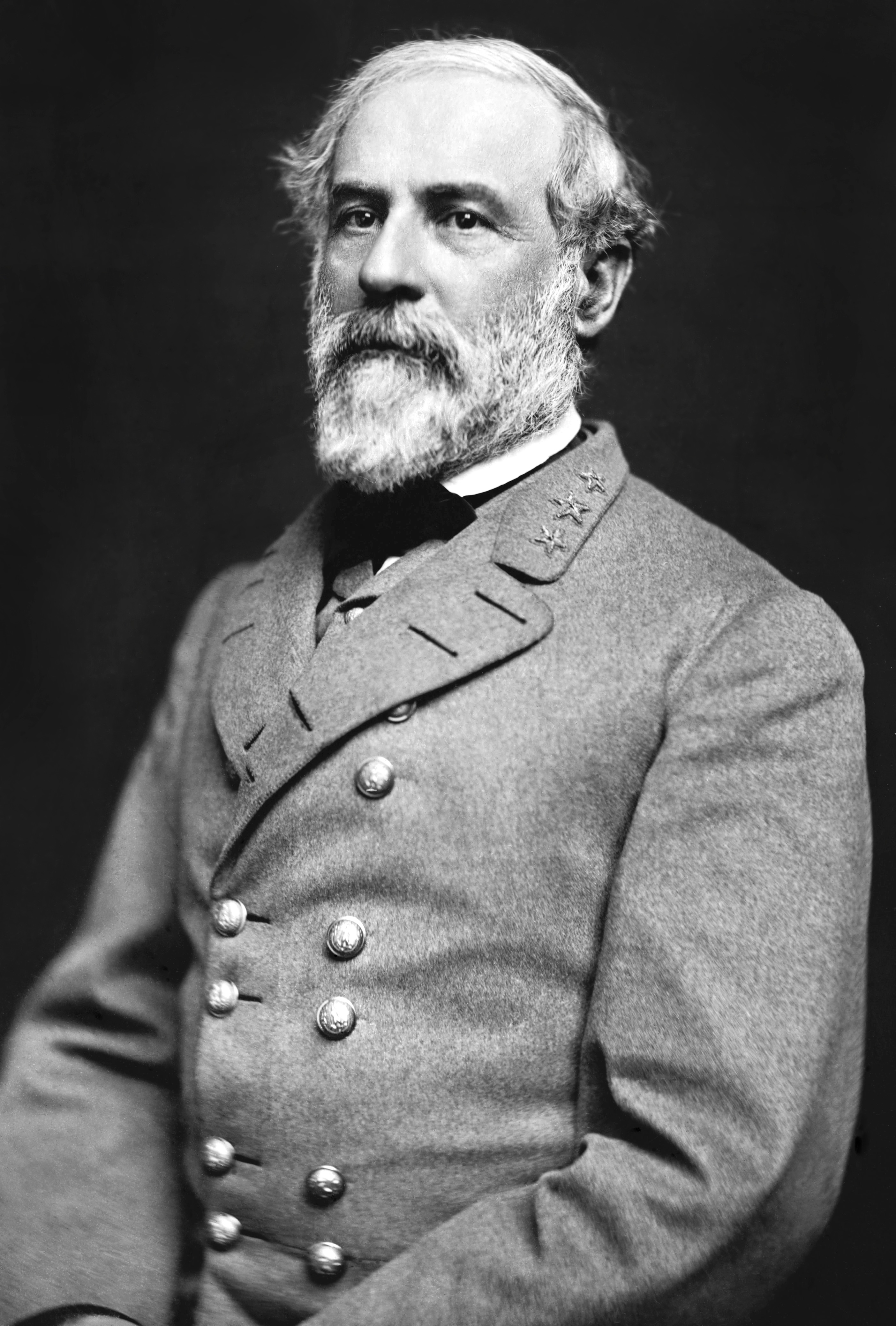
رابرت ئی. لی
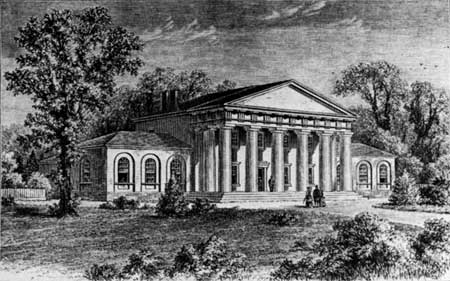
املاک آرلینگتون متعلق به رابرت ئی. لی